# Ramskär
Ramskär är en ö i Tanums kommuns yttersta skärgård i Bohuslän, Västra Götalands län. Ön ligger 10 km väster om Havstenssund på fastlandet.
Ramskär finns i den sydligaste delen av ett omfattande grund- och örikt havsområde söder om Kosteröarna. Området mellan Koster och Ramskär är ökänt bland sjöfaranden för de många fartygsförlisningar som ägt rum i området.
Ramskär ligger inom Kosterhavets nationalpark.
Sydväst om Ramskär (cirka 7 km), ute i öppna Skagerrak, ligger grundet Persgrunden, som upptäcktes först i mitten av 1800-talet.

## Etymologi
Namnet Ramskär innehåller ramn som betyder korp och namnet bör tolkas det korpsvarta skäret. Ramskär är betydligt mörkare än de omgivande skären, främst, de norr om Ramskär liggande, Segelskären.

## Fyren

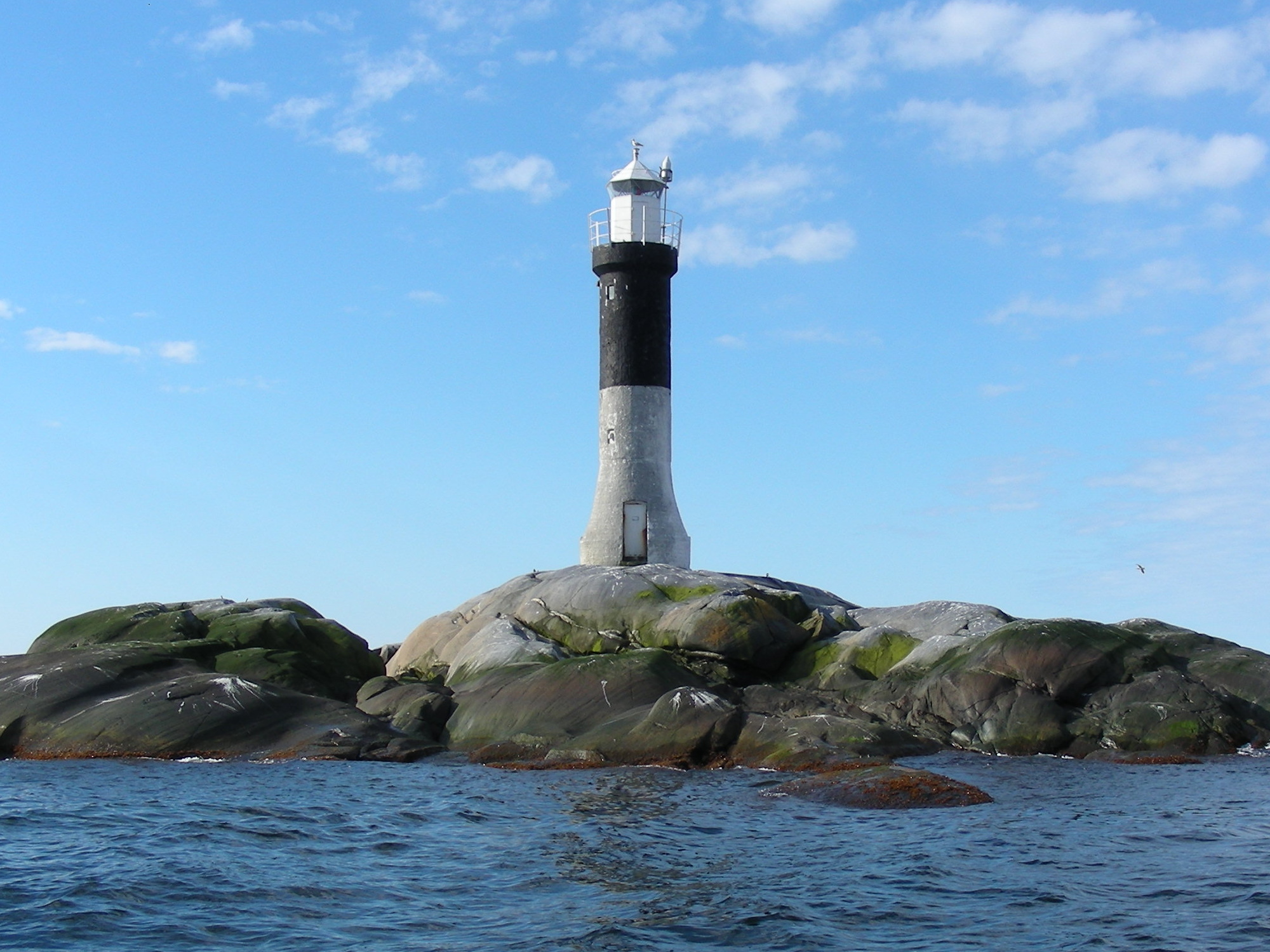
Fyren på Ramskär (2009).

I samband med den stora fyrutbyggnaden i slutet av 1800-talet diskuterades en ny fyr mellan Väderöarna och Koster. Lämpligen skulle fyren ligga så långt västerut som möjligt för att kunna varna för skären och grunden som ligger söder om Koster. Den lilla kala överspolade klippan Ramskär skulle vara ett bra läge för den nya fyren. Men, befarade svårigheter med att uppföra en fyr på den överspolade klippan Ramskär, gjorde att ön Stora Svangen, 8,4 km nordöst om Ramskär, valdes istället. Fyren Svangen stod klar år 1889.
Myndigheterna fick utstå mycket kritik för beslutet att inte uppföra en fyr på Ramskär. Så efter några årtionden beslöts att göra Ramskär till fyrplats och med stor möda anlades fyren på ön. Den 16 m höga angöringsfyren stod färdig 1917. Ramskärs fyr har beskrivits som en svensk Eddystone, om dock i miniatyr jämfört med originalet. Ramskärs fyr har aldrig varit bemannad.